# 沼津東映シネマ
沼津東映シネマ（ぬまづとうえいシネマ）は、かつて静岡県沼津市に所在した東映系の映画館である。

## データ
- 所在地：静岡県沼津市添地町1
現在の同市大手町1丁目1-6・イーラdeの一部。開業当時の同市城内添地町245
- 観客定員数
  - スクリーン1：643席（東映劇場[1]）→431席（シネマ1閉館時）
  - スクリーン2：600席（東映パラス[1]）→328席（シネマ2閉館時）

## 略歴・概要
1950年（昭和25年）11月、国鉄（現JR）沼津駅付近・当時の添地町1丁目方面に沼津東海劇場として設立・開業される。東海劇場が開業するまでの沼津市の映画館は、第一劇場、沼津映画劇場、東宝銀星座、沼津セントラル劇場、沼津文化劇場の5館しかなく、第一劇場以外はすべて終戦後の1946年（昭和21年）に開業したものであった。
1958年（昭和33年）、東海劇場が東映に事業譲渡されたのを機に、沼津東映劇場として12月29日に再開業。1階に邦画の東映劇場・2階に洋画の東映パラスが入居し、同社通算51・52番目の映画館となった。これに伴い、先述の東宝銀星座が沼津東海劇場の名称を引き継ぐも、わずか11年後の1969年（昭和44年）頃に閉館している。
1970年代から1990年にかけては『トラック野郎』『仁義なき戦い』『仮面ライダー』『スーパー戦隊』『東映まんがまつり』などのシリーズ作品や、『風の谷のナウシカ』『魔女の宅急便』『天と地と』などのヒット作を多数上映。その後1990年代前半頃にスクリーン名を沼津東映シネマ1・2に統一したが、沼津駅前周辺の再開発に伴い2002年（平成14年）9月13日をもって閉館。東海劇場設立から52年に及ぶ歴史に幕を閉じた。
この6年後の2008年（平成20年）9月12日には静岡東映、同年10月3日には浜松東映も相次いで閉館しており、静岡県内から東映の直営館はすべて姿を消した。2022年（令和4年）現在、沼津市内の東映系作品上映はシネマサンシャイン沼津（BiVi沼津内）とシネマサンシャインららぽーと沼津が引き継いでいる。